# Billy i Colette
Billy i Colette (fr. Mon ange) – francusko-belgijski komediodramat z 2004 roku w reżyserii Serge'a Frydmana.
Zdjęcia kręcono w Amsterdamie. Premiera filmu miała miejsce 9 grudnia 2004.

## Główne role
- Vanessa Paradis jako Colette
- Vincent Rottiers(inne języki) jako Billy
- Eduardo Noriega jako Romain
- Eric Ruf(inne języki) jako Kovarski
- Claude Perron(inne języki) jako Peggy
- Thomas Fersen(inne języki) jako klient kawiarni